# Stephanskirche (Nagycenk)

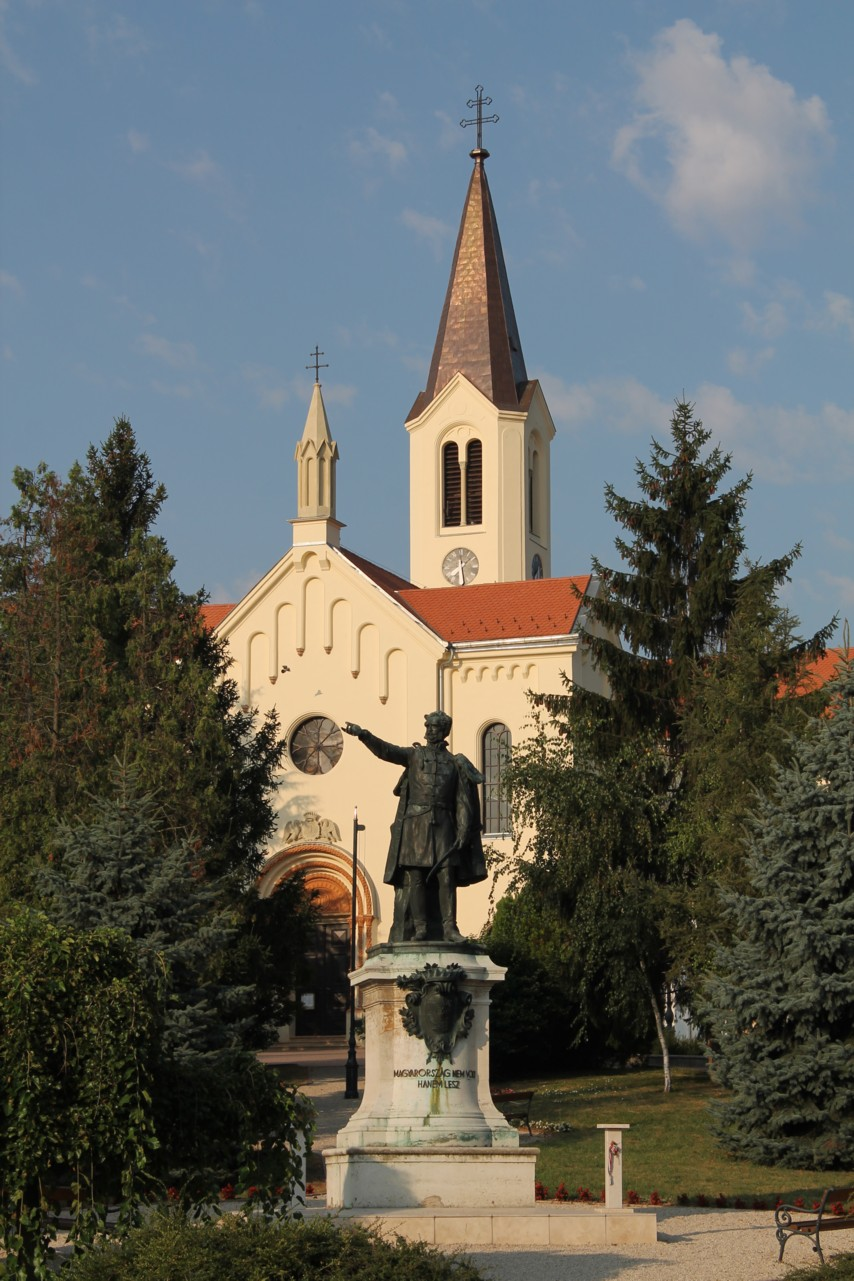
Stephanskirche und Széchenyi-Statue in Nagycenk

Die Stephanskirche (eigentlich Pfarrkirche König St. Stephan I., ungarisch Szent István király plébániatemplom) ist eine römisch-katholische Kirche auf dem Széchenyi-Platz in Nagycenk (deutsch Großzinkendorf oder Zinkendorf).
Die Kirche wurde nach dem ungarischen Staatsgründer und Heiligen König Stephan I. benannt. Miklós Ybl hat das Gebäude im Auftrag von István Széchenyi entworfen. Es wurde von 1860 bis 1864 in neuromanischem Stil erbaut.

## Geschichte
Die an der Stelle der heutigen Kirche stehende Johanneskirche musste im Jahr 1859 wegen ihres schlechten Zustands geschlossen werden. Daher wandte sich der Pfarrer der Gemeinde, Antal Tolnay,  hilfesuchend an István Széchenyi, der zu dieser Zeit schon in einer Irrenanstalt in Wien-Döbling war. Er hatte versprochen, eine neue Kirche zu Ehren König Stephan I. erbauen zu lassen. Im Februar 1860 empfing er den Architekten Ybl und beauftragte ihn mit der Planung des Gebäudes. Sein Wunsch war „... ein einfaches, aber doch ausreichend geräumiges Gotteshaus ohne unnötige Schnörkeleien ...“ zu bauen. Die Grundsteinlegung erfolgte am 20. August 1860. Als Széchenyi verstarb, übernahmen seine Witwe Crescence Seilern und einer seiner Söhne die baulichen Angelegenheiten. Die Kirche wurde am 20. August 1864 geweiht.

## Das Äußere
Die Farbe der Kirche war ursprünglich weiß, wurde aber nach einer Renovierung im Jahr 2000 auf gelb abgeändert.

## Das Innere
Das Gemälde des Hauptaltars stellt die Widmung von Ungarn durch König Stephan I. zu Jungfrau Maria dar und wurde 1863 von Károly Blass gemalt. Über dem Gemälde steht der Wahlspruch der Familie Széchenyi: Si Deus pro nobis, quis contra nos? (deutsch: Wenn Gott mit uns, wer gegen uns?). Es gibt zwei Nebenaltäre: auf der rechten Seite mit einem Gemälde von Johannes dem Täufer, auf der linken mit einem Bildnis von Jesus.
Der Orgel stammt aus dem Kärntnerthortheater in Wien.